# Andriy Fedechko
Andriy Myronovych Fedechko (em ucraniano:  Андрій Миронович Федечко; Lviv, 4 de dezembro de 1990) é um pentatleta ucraniano. 

## Carreira
Fedechko representou seu país nos Jogos Olímpicos de Verão de 2016, terminando na 26ª colocação.